# Perizoma orbata
Perizoma orbata är en fjärilsart som beskrevs av Rudolf Püngeler 1909. Perizoma orbata ingår i släktet Perizoma och familjen mätare. Inga underarter finns listade i Catalogue of Life.